# Grutas del Rey Marcos

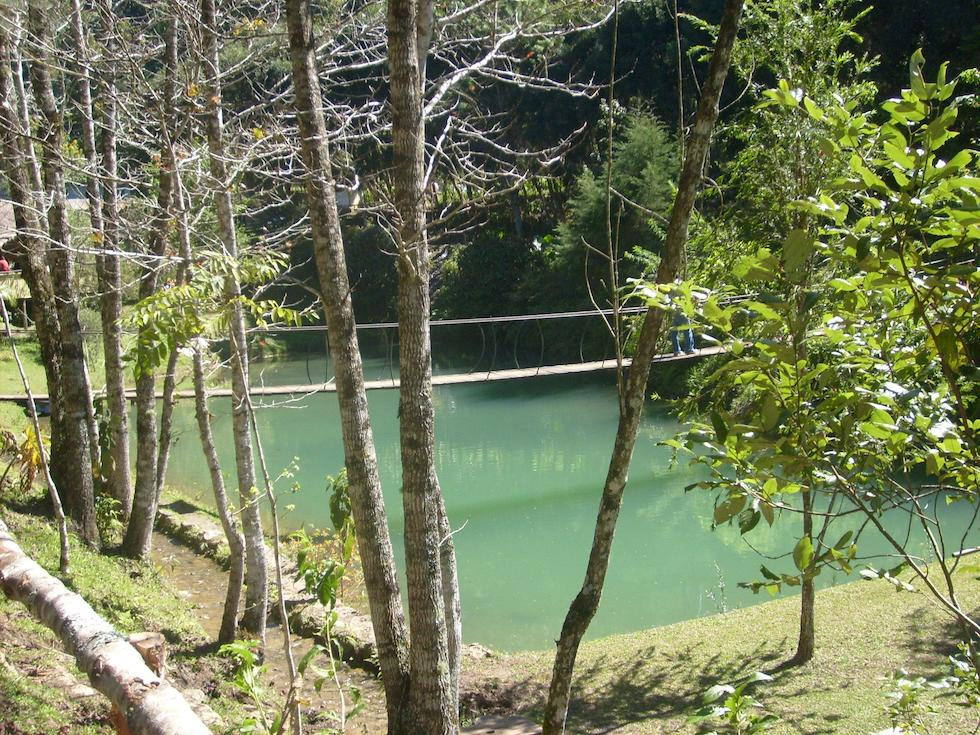
Lugar Turístico Guatemala

Las Grutas del Rey Marcos son un sistema de cuevas con afluente de un río subterráneo en Guatemala. Se han consolidado como uno de los mayores atractivos del departamento de Alta Verapaz en el municipio de San Juan Chamelco . Son formaciones naturales de piedra que el agua ha esculpido con los minerales de la región a través de los siglos.

## Historia
Habían sido conocidas y visitadas desde la época precolombina. Fueron descubiertas en mayo de 1998, época desde la cual han sido exploradas por expertos en cavidades subterráneas. Estas grutas lo largo del tiempo se han consolidado como uno de los principales atractivos espirituales  y turísticos de la región.

## Ubicación
Las Grutas del Rey Marcos se encuentran ubicadas a 20 kilómetros de Cobán. Dentro de las cuevas puedes encontrar un ambiente lleno de misticismo, con ríos, distintos tipos de piedra, senderos, puentes y mucho más. Ir a estas cuevas es toda una aventura,en el municipio de San Juan Chamelco.

## Datos Importantes
- En la actualidad las Grutas del Rey Marcos siguen siendo visitadas para ceremonias mayas.
- Dentro de las grutas de pueden apreciar formaciones naturales de piedra que han sido creadas por el agua y los minerales de la región.
- A este lugar sagrado, se le atribuyen propiedades místicas, curativas y de naturaleza espiritual, ya que se dice que quienes visitan y recorren las grutas notan cambios en su bienestar.